# Franck Pineau
Pour les articles homonymes, voir Pineau.
Franck Pineau, né le 27 mars 1963 à Bourges, est un coureur cycliste français, professionnel de 1986 à 1994. Il devient ensuite directeur sportif de l'équipe FDJ, de 2000 à 2023.

## Biographie
Il est le père du coureur cycliste professionnel Cédric Pineau.
1977 : Licencié à l'ES Florentinoise de minime à junior 1.
1981: Junior 2 au VS Nivernais Morvan. Champion de Bourgogne junior.
1982 à 1986 : Service national au Bataillon de Joinville. Cinq saisons au Stade Auxerrois de Charles Mathey en Élite amateurs.
1986 à 1994 : Professionnel chez Miko-Carlos-Tönisteiner, puis Reynolds avec Miguel Indurain, RMO, Mosoca, Chazal. Il participe à deux tours de France.
1995 à 1999: Gérant de deux magasins de cycles chez Leclerc à Sens.
1998 à 2016: Relations publiques à ASO puis à la Française des jeux. Directeur sportif depuis 2001.

## La Franck Pineau
La dix-septième édition de la « Franck Pineau », importante randonnée cyclotouriste organisée dans l'Yonne, s'est déroulée le 14 juin 2014.

## Palmarès

### Palmarès amateur
- 1981
  - Champion de Bourgogne juniors
  - 2e du Tour de l'Abitibi
- 1982
  - 3e de Paris-Mantes
- 1983
  - 3e de la Ronde de l'Isard d'Ariège
  - 3e de Paris-Chauny
- 1984
  - Classement général du Circuit de Saône-et-Loire
  - 1re étape du Tour du Haut-Languedoc (contre-la-montre par équipes)
  - 2e du Tour du Haut-Languedoc
  - 3e de Paris-Barentin
- 1985
  - Ruban Nivernais-Morvan
  - 2e du Tour du Béarn
  - 3e du Tour de Provence

### Palmarès professionnel
- 1986
  - 1re étape du Grand Prix du Midi libre
- 1988
  - Boucles de l'Aulne
- 1990
  - 2e du Tour d'Armorique
- 1992
  - 2e du Tour de l'Essonne
  - 3e du Tour d'Armorique

## Résultat sur les grands tours

### Tour de France
2 participations
- 1989 : 57e
- 1993 : 93e

### Tour d'Espagne
1 participation
- 1989 : 43e